# 牛相觸
牛相觸，是台灣南投縣埔里鎮的一個傳統地域名稱，位於該鎮西部略偏南。相較於今日行政區，其範圍大致為南村里不含東北部邊界地帶及南部凸出部分。

## 歷史
台灣清治末期至日治初期，牛相觸地區為一街庄，稱為「牛相觸庄」，隸屬於埔里社堡。該庄北及東北隔南港溪與水尾庄、房里庄、烏牛欄庄為界，東南與生蕃空庄為鄰，南邊為挑米坑庄，西邊為北山坑庄。
1901年（日治明治三十四年）11月，全台廢縣廳改設二十廳，該庄隸屬於南投廳。1903年（明治三十六年）6月，該庄編入「埔西區」，隸屬於南投廳。1909年（明治四十二年）10月，合併二十廳為十二廳，埔西區仍隸屬於南投廳。1920年（大正九年），全台地方制度大改正，廢十二廳改設五州二廳，該庄改制為「牛相觸」大字，隸屬於臺中州能高郡埔里街。
戰後埔里街改制為埔里鎮，隸屬於臺中縣，大字亦改制為里。1950年10月，中、彰、投分治，埔里鎮改隸屬南投縣。

## 聚落
本地區發展較早的聚落為牛相觸，在日治期初期的官方地圖上已有記載。此外，本地區尚有蜈蜞坑、乾溪仔、柑子溪口等聚落。

## 交通
國道6號又稱「水沙連高速公路」，是霧峰至埔里的橫貫高速公路，大致以西北西—東南東走向轉西南西—東北東走向經過本地區西北部，其中西側大部分路段為埔里隧道。最近的交流道為本地區北側的愛蘭交流道，有連絡道與省道台14線相接。由此向西南西可前往北山坑、國姓、草屯、萬斗六的舊正、丁臺南部並止於國道3號霧峰系統交流道；向東北東可前往埔里市區東北郊的東側端點（埔里端）並止於省道台14線路口。
省道台14線（中山路四段～三段）是彰化中庄子至南投廬山的幹道，大致以西北西—東南東走向由本地區西北部凸出部分的西側邊界入境後，經觀音三號隧道後轉東南蜿蜓而行，經國道6號高架橋下、國道6號愛蘭交流道連絡道路口後轉東，經牛相觸聚落後轉東北東再轉東，經省道台21線路口轉北北東與其共線後於本地區北部邊界東側出境。由該道路向西北西經觀音二號隧道出境後轉轉西南西再轉西北西可前往國姓市區西南郊、草屯、芬園、彰化中庄子並止於省道台1線路口；向北北東轉東南東再轉東北東再轉東獨行並繞過埔里市區北側後可前往仁愛（霧社）、廬山等地。
省道台21線（中山路三段、桃南路）是台中市東勢區天冷至南投縣信義鄉塔塔加的幹道，大致以北北東—南南西走向由本地區北部邊界東側與省道台14線共線入境後，至省道台14線路口轉南南東獨行再轉南南西以至於本地區南部邊界東側出境。由該道路向北北東轉東南東再轉東北東再轉東經埔里市區北側再轉北北東過眉溪牛眠橋、國道6號埔里交流道連絡道路口後轉西北可前往國姓東北部、新社東南部、東勢南端並止於省道台8線路口；向南南西可前往魚池、水里東南部、信義、和社、塔塔加等地。
鄉道投73線是小埔社至坪頭的道路，其西南側端點位於本地區西北部省道台14線路口。由此向東北東過南港溪善新橋出境後轉北北西，可經房里西端前往水尾中南部、小埔社東南部並止於省道台21線路口。
鄉道投77線（育溪路、南環路）是壽全橋至愛蘭橋的道路，其西北側端點位於本地區東北端外緣南港溪愛蘭橋東北側的省道台14線、台21線共線路口。由此向東南東經大肚城西南端轉東南微南可前往生蕃空東北部、水頭西部並止於南港溪壽全橋東側的鄉道投72線路口。

## 學校
- 暨大附中
- 愛蘭國小

## 文化資產
- 埔里黃宅（歷史建築）